# Paolo Naldini
Paolo Naldini, oppure Pietro Paolo Naldini (Roma, 10 giugno 1616 – Roma, 7 febbraio 1691), è stato uno scultore italiano.

## Biografia

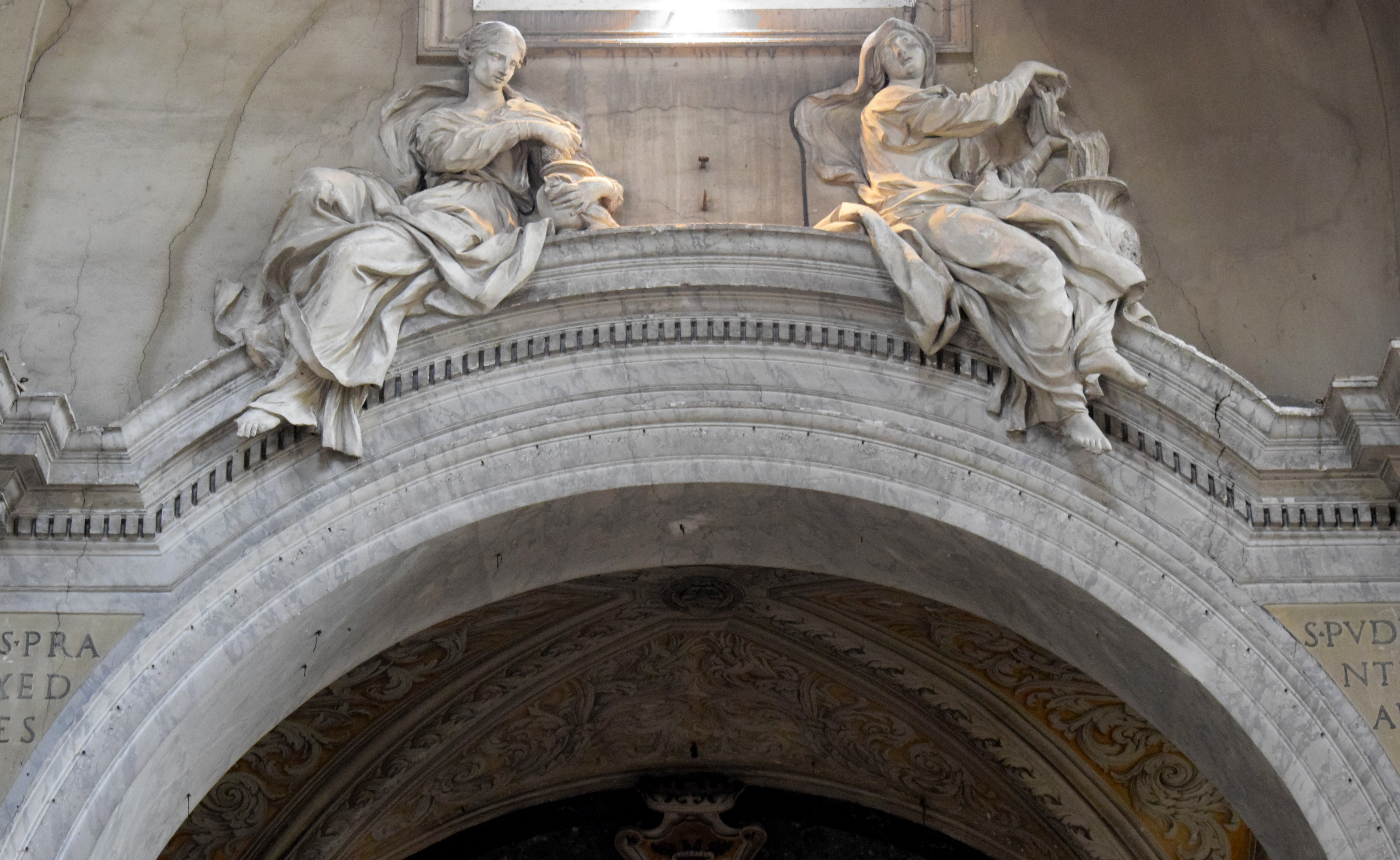
San Prassede e santa Pudenziana, nella navata centrale della basilica di Santa Maria del Popolo a Roma

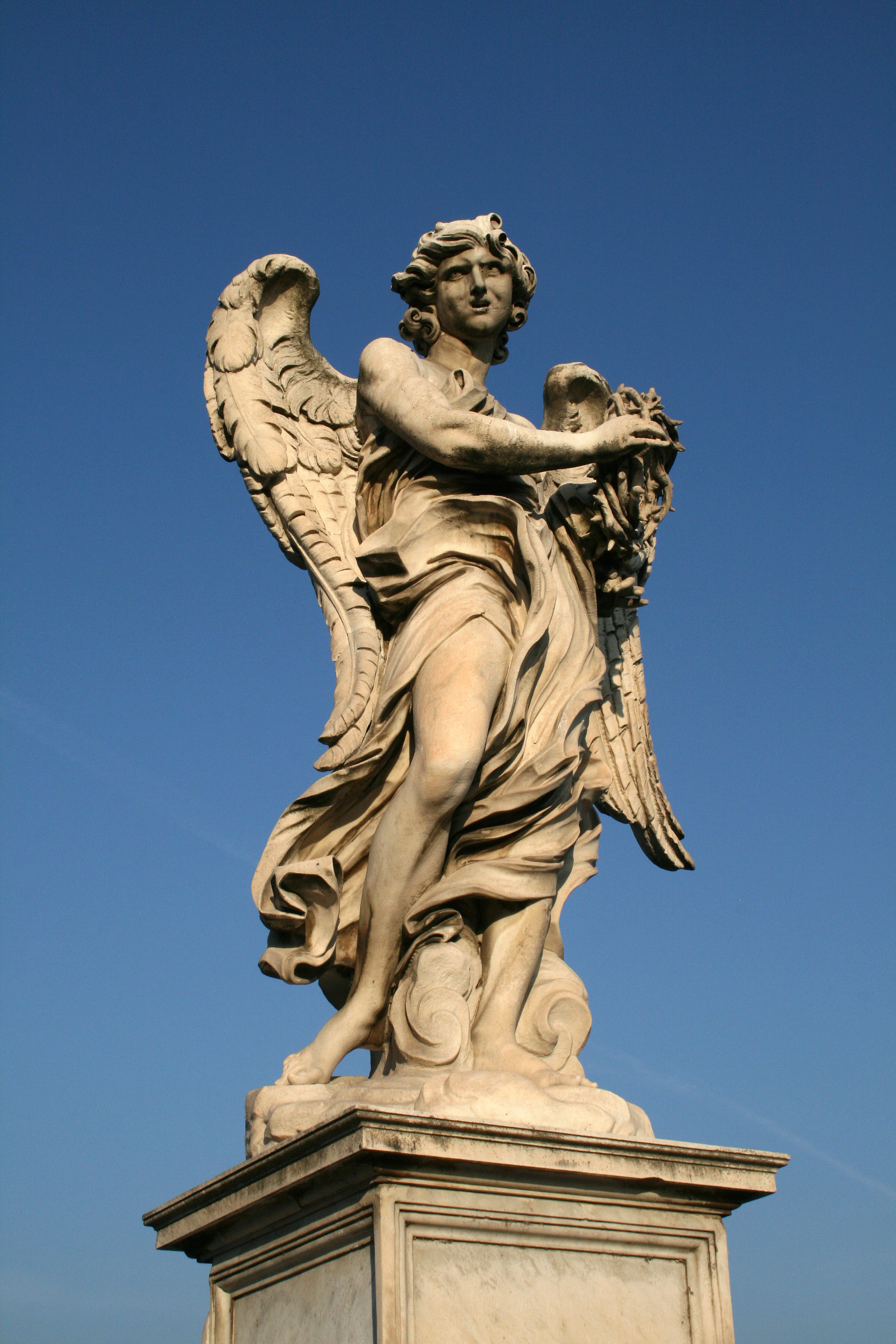
Angelo con la corona di spine, una copia del Bernini di Paolo Naldini, lato ovest del Ponte Sant'Angelo a Roma

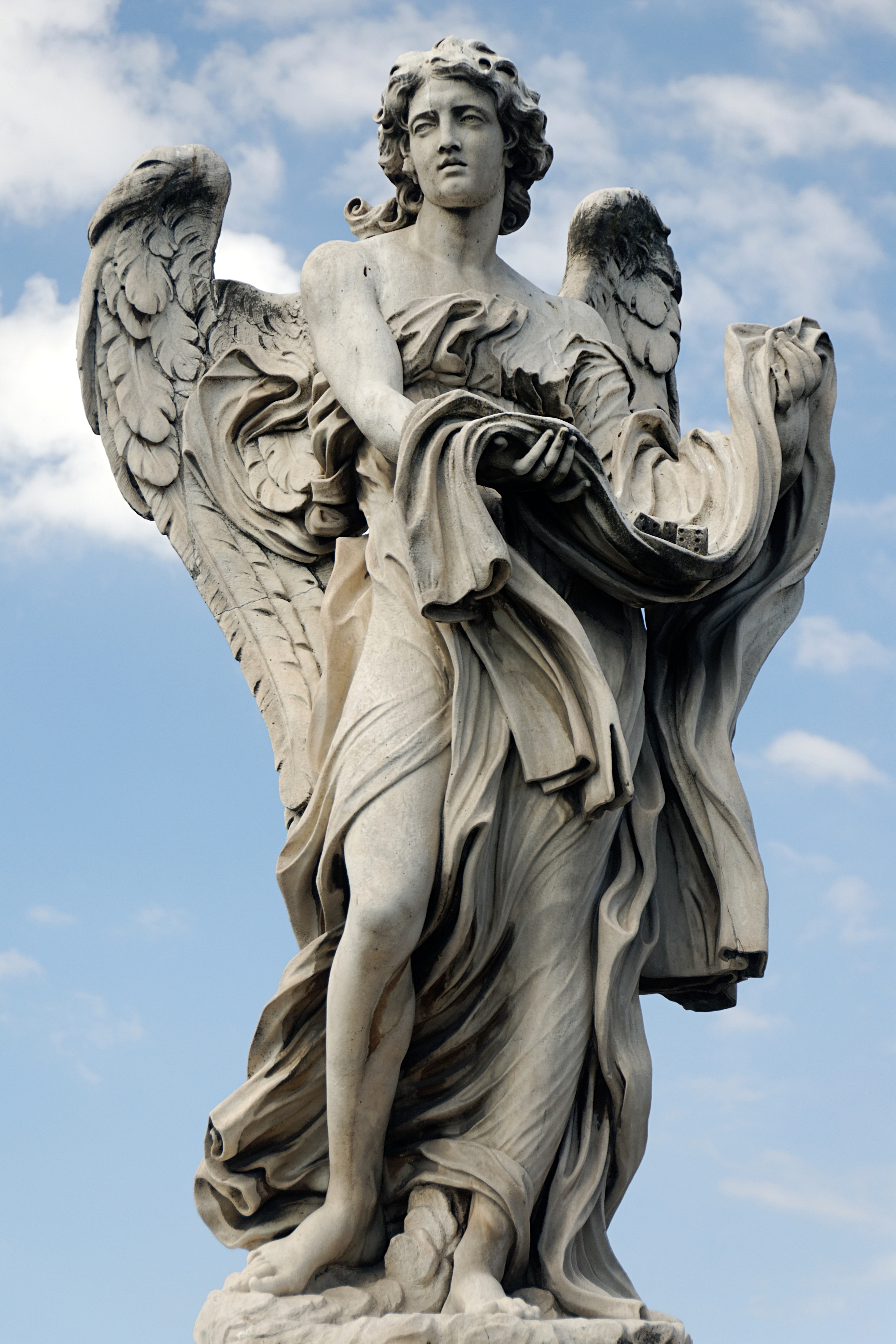
Angelo con indosso un abito e un dado di Paolo Naldini, lato ovest del Ponte Sant'Angelo a Roma

Paolo Naldini nacque a Roma, il 10 giugno 1616, figlio Giovan Battista, scultore, e di Virginia Mari.
Intorno al 1630 iniziò l'addestramento e la formazione sotto la guida del pittore Andrea Sacchi, dove rimase sei anni e conobbe Carlo Maratta, con il quale strinse una profonda amicizia e dai quali ricevette una grande influenza, tipicamente classicista ed accademista.
La prima opera di Naldini fu la decorazione a stucco della navata centrale della basilica romana dei Santi Silvestro e Martino ai Monti, dal 1649 al 1652 e nel 1671, comprendente dodici statue in stucco di Santi e Martiri, in stile accademico.
Lo stile degli stucchi della basilica romana, si avvicinò a quello del classicista Alessandro Algardi, delle cui opere Naldini venne a conoscenza nella bottega dello zio Baldassarre, collaboratore, sia di Gian Lorenzo Bernini sia di Algardi.
Naldini fu accademico nazionale di San Luca dal 1652 e dal 1654 fu tra i Virtuosi al Pantheon, anno in cui realizzò
un Apollo in stucco per una fontana di palazzo Cardelli, dopo di che eseguì la figura di San Prassede nella navata centrale della basilica di Santa Maria del Popolo, su disegno del Bernini.
In seguito si attivò per la chiesa di San Girolamo della Carità, tra il 1654 e il 1656, dove eseguì i pregevoli medaglioni in stucco raffiguranti San Francesco e San Bonaventura.
Tra il 1659 e il 1660 fu presente nel cantiere del palazzo del cardinale Marzio Ginetti a Velletri, per alcune Cariatidi in stucco, andate perdute.
Nel 1661 dopo la morte del maestro Sacchi, si impegnò per il monumento funebre, posto nella basilica di San Giovanni in Laterano.
Nel novembre 1663 terminò il rilievo in stucco con San Guglielmo d'Aquitania, nella navata centrale della chiesa di San Nicola da Tolentino; entro lo stesso anno lavorò alla cappella de Sylva in San Isidoro a Capo le Case, per le figure in marmo della Pace e della Giustizia.
In seguito collaborò con Bernini, del quale fu allievo e seguace, in Vaticano. Partecipò alla decorazione della Scala Regia, dove con Ercole Ferrata e Lazzaro Morelli eseguì la gran parte degli stucchi (arpie, tenenti, putti); alla cattedra di San Pietro, dove lavorò nel 1665 realizzando parte degli Angeli a stucco della Gloria, e al colonnato, per il quale realizzò, nel 1666, due statue, Santa Tecla e Sant'Agnese.
Intorno al 1668 eseguì il busto in marmo del duca Filippo Caetani nella cappella Caetani nella basilica di Santa Pudenziana e tra il 1669 e il 1671 collaborò assieme ad altri scultori per realizzare i dieci Angeli in marmo con gli strumenti della Passione posti sul nuovo parapetto di Ponte Sant'Angelo ideato da Bernini (Ermitage).
Nel 1674 ultimò i busti di Raffaello e Annibale Carracci al Pantheon (San Pietroburgo, Ermitage).
Tra il 1673 e il 1675 lavorò per la chiesa di Santa Maria delle Grazie (ora San Filippo Benizi) a Todi, con statua di San Filippo Benizi e una Madonna in gloria.
Negli anni settanta dei Seicento si impegnò per il busto in bronzo di Bartolomeo Ruspoli (Los Angeles, County Museum of art), per il busto in marmo di Gaspare Marcaccioni (1675) nella chiesa di Santa Maria del Suffragio, per
quello dell'inglese James Alban Gibbes (1678), nella prima cappella a destra nel Pantheon; prima del 1679 ultimò i vibranti Putti in stucco sopra le porte della cappella Vivaldi nella basilica di Santa Maria in Montesanto.
Nel 1686 ultimò i due Angeli in stucco che sorreggono il globo terrestre posto sul timpano dell'altare maggiore della chiesa di Gesù e Maria al Corso.
Nell'ultimo decennio di vita, si sposò il 20 maggio 1681 con Barbara di Bartolomeo Tavarini (Migheli, 1992) e si dedicò alla pittura.
Paolo Naldini Morì a Roma il 7 febbraio 1691.

## Opere
- Santi e Martiri, dodici statue in stucco per la navata centrale della basilica dei Santi Silvestro e Martino ai Monti, Roma (1649-1652, 1671);
- Apollo, in stucco per una fontana di palazzo Cardelli, Roma (1654);
- San Prassede, nella navata centrale della basilica di Santa Maria del Popolo, Roma (1654);
- San Francesco e San Bonaventura, medaglioni in stucco per la chiesa di San Girolamo della Carità, Roma (1654-1656);
- Cariatidi, in stucco per il palazzo del cardinale Marzio Ginetti, Velletri (1659-1660);
- Andrea Sacchi, monumento funebre nella basilica di San Giovanni in Laterano, Roma (1661);
- San Guglielmo d'Aquitania, rilievo in stucco nella navata centrale della chiesa di San Nicola da Tolentino, Roma (1663);
- Pace e Giustizia, figure in marmo per la cappella de Sylva nella chiesa di Sant'Isidoro a Capo le Case, Roma (1663);
- Arpie, tenenti e putti, in stucco per la Scala Regia, Città del Vaticano (1665);
- Angeli della Gloria, in stucco, per la cattedra di San Pietro, Città del Vaticano (1665);
- Santa Tecla e Sant'Agnese, statue per il colonnato di San Pietro, Città del Vaticano (1666);
- Filippo Caetani, busto in marmo per la cappella Caetani nella basilica di Santa Pudenziana, Roma (1668);
- Angeli dieci figure in marmo sul nuovo parapetto di Ponte Sant'Angelo, Roma (1669-1671);
- Raffaello e Annibale Carracci, busti per il Pantheon, Roma (1674);
- San Filippo Benizi e una Madonna in gloria, statue per la chiesa di Santa Maria delle Grazie (ora San Filippo Benizi), Todi (1673-1675);
- Bartolomeo Ruspoli, busto in bronzo ora al County Museum of art, Los Angeles (circa 1675);
- Gaspare Marcaccioni, busto in marmo per la chiesa di Santa Maria del Suffragio, Roma (1675);
- James Alban Gibbes, busto in marmo per il Pantheon, Roma (1678);
- Putti, in stucco nella basilica di Santa Maria in Montesanto, Roma (1678);
- Angeli, due stucchi, sul timpano dell'altare maggiore della chiesa di Gesù e Maria al Corso, Roma (1686).